# Golestan (provins)
För andra betydelser, se Golestan.
Golestan (persiska گُلِستان) är en provins i nordöstra Iran. Den har kust mot Kaspiska havet i väster och gräns mot Turkmenistan i norr. I övrigt gränsar den till provinserna Mazandaran, Semnan och Nordkhorasan. Golestan hade 1 868 819 invånare 2016, på en yta av 20 367 km². Administrativ huvudort är Gorgan. Andra större städer är Ali Abad, Bandar-e Torkaman och Gonbad-e Kavus.

## Administrativ indelning
Provinsen Golestan var vid folkräkningen 2016 indelad i 14 delprovinser (shahrestan), i sin tur indelade på ytterligare administrativa nivåer.
- Ali Abad
- Aq Qala
- Azadshahr
- Bandar-e Gaz
- Galikesh
- Gomishan
- Gonbad-e Kavus
- Gorgan
- Kalaleh
- Kordkuy
- Maraveh Tappeh
- Minudasht
- Ramian
- Torkaman